# (26960) Liouville
(26960) Liouville est un astéroïde de la ceinture principale.

## Description
(26960) Liouville est un astéroïde de la ceinture principale. Il fut découvert le 8 juillet 1997 à Prescott (Arizona) par Paul G. Comba. Il présente une orbite caractérisée par un demi-grand axe de 2,40 UA, une excentricité de 0,16 et une inclinaison de 6,6° par rapport à l'écliptique.

## Compléments